# Chjorotsku
Chjorotsku (en georgiano: ჩხოროწყუ, romanizado: Chjorotsku; en megreliano: ჩხოროწყუ, lit. 'nueve fuentes') es un asentamiento urbano de Georgia ubicado en el centro de la región de Mingrelia-Alta Esvanetia, siendo la capital del municipio homónimo. 

## Toponimia
Según la leyenda, en la zona había nueve manantiales (uno ácido, uno caliente, uno salado y seis fríos) y la casa de Niko Dadiani se encontraba cerca, y de ahí el nombre del lugar. Givi Farulava y Grigol Shengelia en su libro "Toponimia del distrito de Chjorotsku" citan una leyenda popular, según la cual los otomanos drenaron cuatro de los nueve manantiales.

## Geografía
El asentamiento se encuentra en los márgenes del río Jobi, a 45 km de Senaki y 344 km de Tbilisi.

## Historia
Chjorotsku es conocida como un sitio arqueológico con extensos hallazgos de la Cólquida de la Edad del Bronce, con una cultura especial de esta región lleva el nombre de Chjorotsku. La ciudad cuenta con un museo con colecciones arqueológicas de la Edad de la Piedra y del Bronce (armas, cerámica, piedras preciosas, joyería), una colección de monedas y sellos medievales, manuscritos e iconos; en total, el fondo consta de 22.390 objetos expuestos. También se han encontrado restos arqueológicos posteriores, por ejemplo, se conoce el vaso dorado de Chjorotsku del siglo XVI (almacenado en el Museo Nacional de Tbilisi).
Desde la época soviética es el centro del distrito de Chjorotsku, creado antes del 1 de enero de 1940, abolido en 1962 y restaurado el 23 de diciembre de 1964. El 30 de diciembre de 1960, el pueblo de Chjorotsku recibió el estatus de asentamiento de tipo urbano. En 2018 se le concedió el estatus de ciudad.

## Demografía
La evolución demográfica de Chjorotsku entre 1939 y 2014 fue la siguiente:
| 1640                                            | 4727 | 5040 | 3141 |
| (Fuente: Population of Georgia in Soviet times) |      |      |      |

Su población era de 3.141 en 2014 (incluidos más de 1.500 desplazados internos de la de facto Abjasia). El 99,5% de la población son georgianos (mingrelianos).
|              | 1939      | 1939       | 2014      | 2014       |
| Grupo étnico | Población | Porcentaje | Población | Porcentaje |
| ------------ | --------- | ---------- | --------- | ---------- |
| Georgianos   | 1294      | 78,9%      | 3126      | 99,37%     |
| Rusos        | 326       | 19,9%      | 6         | 0,19%      |
| Ucranianos   | 326       | 19,9%      | 3         | 0,10%      |
| Armenios     | 1         | 0,1%       | 1         | 0,03%      |
| Osetios      | 1         | 0,1%       | 1         | 0,03%      |
| Griegos      | 1         | 0,1%       | -         | -          |
| Judíos       | 7         | 0,4%       | -         | -          |
| Alemanes     | 1         | 0,1%       | -         | -          |
| Total        | 1640      | 100%       | 3141      | 100%       |

## Economía
En la época soviética, había una fábrica de té y una bodega en el pueblo. Actualmente, hay una central hidroeléctrica en Chjorotsku (con capacidad de 5,2 MW, producción real de 3,5 MW). En mayo de 2007, se anunció una subasta por el 73% de las acciones de HPP.